# Star of the Seas

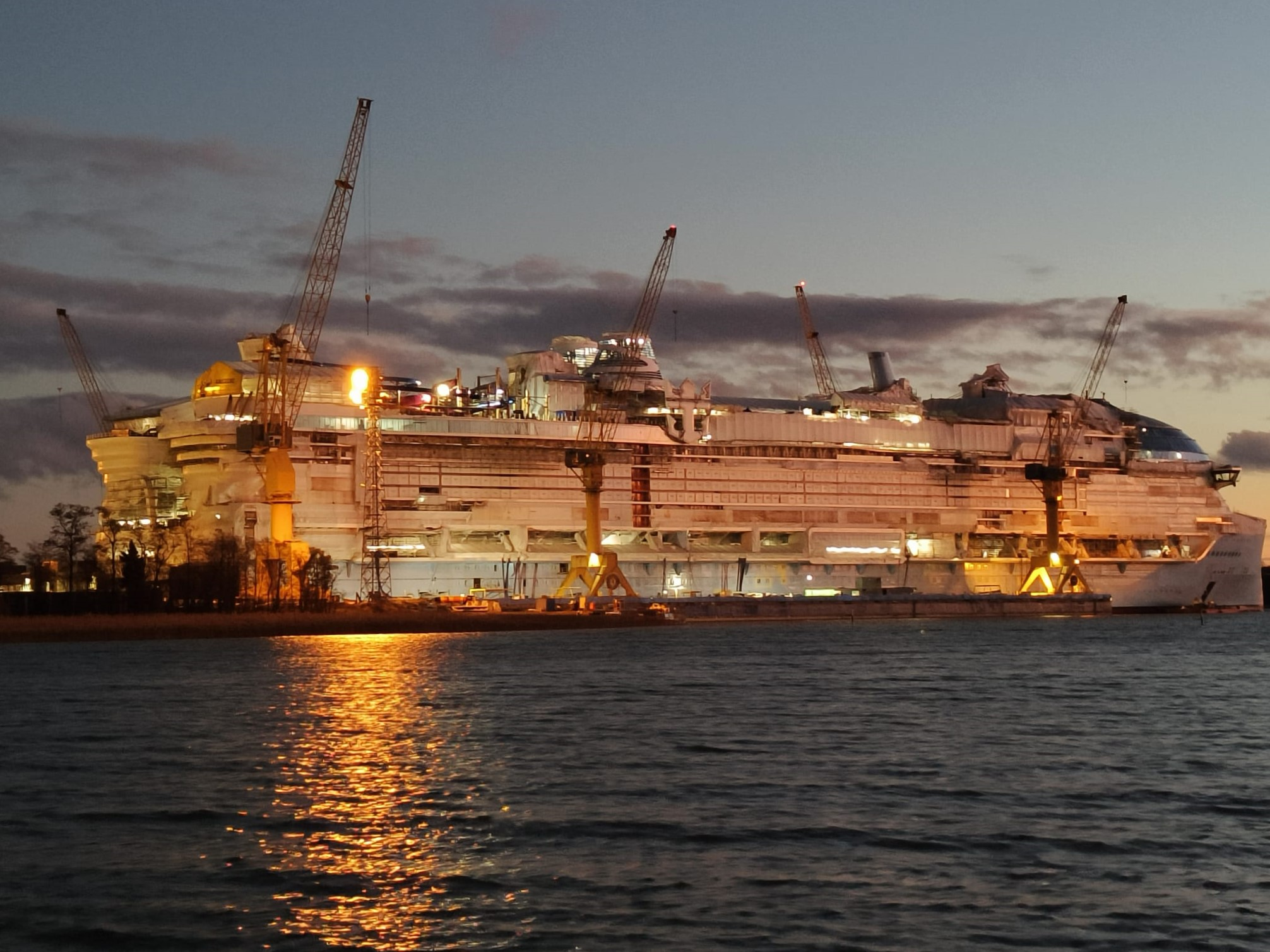
Star of the Seas

Le Star of the Seas est un navire de croisière de la compagnie Royal Caribbean. Il est le second paquebot de la classe Icon et le sister-ship de l'Icon of the Seas. Il mesure 365 mètres de longs. Le Star of the Seas est un géant et un mastodonte des mers. A sa livraison, il devient le nouveau plus gros paquebot du monde jamais construit. Il est construit aux chantiers de Meyer Turku en Finlande.